# Alexander Weiss
Alexander Weiss, född 1924, död 1987, var en författare som debuterade 1964 med textsamlingen Positioner.

## Biografi
Weiss föddes i Bremen, men växte upp i Berlin i en borgerlig familj med brokig bakgrund. Modern var skådespelerska, född i Schweiz, och fadern var från Galizien och textilfabrikant. År 1934 flydde familjen nazismen och tog sig till London, från Berlin. Weiss gick här på internatskola. Två år senare flyttade familjen till Warnsdorf i Tjeckoslovakien. I skuggan av hotet av en annexion av nazisterna, flydde familjen vidare till Alingsås 1938. Weiss ägnade också ett par år av sitt liv förvärvsarbete på en textilfabrik. Senare blev Weiss precis som sin storebror Peter Weiss som också var författare, svensk medborgare. Efter kriget såg Weiss ingen anledning att flytta tillbaka till Tyskland, och bosatte sig således i Göteborg. Weiss skrev artiklar för bland annat Stockholms-Tidningen, och medarbetade i en rad tidskrifter som Ord och Bild, All Världens berättare, Upptakt, Perspektiv, Clarté och Utsikt. Men han lönearbetade även som kontorist, som laborant och som språklärare. Weiss flyttade senare tillbaka till Stockholm där han senare avled.

## Författarskap
Weiss skrivande består inte sällan av en rad aforismer, Weiss skrev en hel del om det samhälleliga men föredrog inga system. Han menade också att inget ord är lika missbrukat som "demokrati", och ansåg att det alltid var folket som fick betala priset för dessa illusioner. Weiss berör också distinktionen mellan sjukt och friskt. Då han menar att det inte sällan är på det viset att den föregivet friska, i själva verket är gravt sjuk. Weiss rör sig också kring Nietzsche, och pekar på alla dessa goda människor, som i själva verket är så våldsamt onda.
Weiss författarskap tangerar föreställningar om antipolitik, arbetskritik, antipsykiatri och civilisationskritik.